# Daniel Gojmerac
Daniel Gojmerac (Florida, Argentina, 18 de febrero de 1980). Es ex un futbolista argentino. Jugaba de Lateral derecho y su último equipo fue el Club Atlético Chacarita Juniors.

## Trayectoria
Se inició en Estudiantes de Buenos Aires. También jugó en Atlanta (2004-2006) y Sarmiento de Junín (2006-2007). En 2007 regresó a Estudiantes después de 3 años. A mediados del 2011 es contratado por Almirante Brown. En 2012 llegó a Chacarita Juniors, club en el que se retiró de la actividad.

## Clubes
| Club              | País      | Año       |
| ----------------- | --------- | --------- |
| Estudiantes (BA)  | Argentina | 1997-2004 |
| Atlanta           | Argentina | 2004-2006 |
| Sarmiento (J)     | Argentina | 2006-2007 |
| Estudiantes (BA)  | Argentina | 2007-2011 |
| Almirante Brown   | Argentina | 2011-2012 |
| Chacarita Juniors | Argentina | 2012-2014 |

## Logros
| Título    | Club              | País      | Año  |
| --------- | ----------------- | --------- | ---- |
| Primera B | Estudiantes (BA)  | Argentina | 2000 |
| Primera B | Chacarita Juniors | Argentina | 2014 |